# Vernon, Alabama
Vernon là một thành phố thuộc quận Lamar, bang Alabama, Hoa Kỳ. Dân số năm 2009 là 1872 người, mật độ đạt 123 người/km².

## Khí hậu
| Dữ liệu khí hậu của Vernon, Alabama, 1991–2020 normals, extremes 1956–present | Dữ liệu khí hậu của Vernon, Alabama, 1991–2020 normals, extremes 1956–present | Dữ liệu khí hậu của Vernon, Alabama, 1991–2020 normals, extremes 1956–present | Dữ liệu khí hậu của Vernon, Alabama, 1991–2020 normals, extremes 1956–present | Dữ liệu khí hậu của Vernon, Alabama, 1991–2020 normals, extremes 1956–present | Dữ liệu khí hậu của Vernon, Alabama, 1991–2020 normals, extremes 1956–present | Dữ liệu khí hậu của Vernon, Alabama, 1991–2020 normals, extremes 1956–present | Dữ liệu khí hậu của Vernon, Alabama, 1991–2020 normals, extremes 1956–present | Dữ liệu khí hậu của Vernon, Alabama, 1991–2020 normals, extremes 1956–present | Dữ liệu khí hậu của Vernon, Alabama, 1991–2020 normals, extremes 1956–present | Dữ liệu khí hậu của Vernon, Alabama, 1991–2020 normals, extremes 1956–present | Dữ liệu khí hậu của Vernon, Alabama, 1991–2020 normals, extremes 1956–present | Dữ liệu khí hậu của Vernon, Alabama, 1991–2020 normals, extremes 1956–present | Dữ liệu khí hậu của Vernon, Alabama, 1991–2020 normals, extremes 1956–present |
| Tháng                                                                         | 1                                                                             | 2                                                                             | 3                                                                             | 4                                                                             | 5                                                                             | 6                                                                             | 7                                                                             | 8                                                                             | 9                                                                             | 10                                                                            | 11                                                                            | 12                                                                            | Năm                                                                           |
| ----------------------------------------------------------------------------- | ----------------------------------------------------------------------------- | ----------------------------------------------------------------------------- | ----------------------------------------------------------------------------- | ----------------------------------------------------------------------------- | ----------------------------------------------------------------------------- | ----------------------------------------------------------------------------- | ----------------------------------------------------------------------------- | ----------------------------------------------------------------------------- | ----------------------------------------------------------------------------- | ----------------------------------------------------------------------------- | ----------------------------------------------------------------------------- | ----------------------------------------------------------------------------- | ----------------------------------------------------------------------------- |
| Cao kỉ lục °F (°C)                                                            | 82 (28)                                                                       | 85 (29)                                                                       | 89 (32)                                                                       | 94 (34)                                                                       | 100 (38)                                                                      | 104 (40)                                                                      | 105 (41)                                                                      | 109 (43)                                                                      | 104 (40)                                                                      | 102 (39)                                                                      | 89 (32)                                                                       | 81 (27)                                                                       | 109 (43)                                                                      |
| Trung bình tối đa °F (°C)                                                     | 71.6 (22.0)                                                                   | 75.9 (24.4)                                                                   | 82.0 (27.8)                                                                   | 85.6 (29.8)                                                                   | 91.0 (32.8)                                                                   | 94.9 (34.9)                                                                   | 97.8 (36.6)                                                                   | 97.7 (36.5)                                                                   | 94.8 (34.9)                                                                   | 88.1 (31.2)                                                                   | 79.6 (26.4)                                                                   | 72.8 (22.7)                                                                   | 99.2 (37.3)                                                                   |
| Trung bình ngày tối đa °F (°C)                                                | 55.0 (12.8)                                                                   | 59.4 (15.2)                                                                   | 68.0 (20.0)                                                                   | 75.9 (24.4)                                                                   | 82.7 (28.2)                                                                   | 89.0 (31.7)                                                                   | 91.8 (33.2)                                                                   | 91.8 (33.2)                                                                   | 86.7 (30.4)                                                                   | 77.1 (25.1)                                                                   | 65.6 (18.7)                                                                   | 57.1 (13.9)                                                                   | 75.0 (23.9)                                                                   |
| Trung bình ngày °F (°C)                                                       | 44.2 (6.8)                                                                    | 48.1 (8.9)                                                                    | 55.8 (13.2)                                                                   | 62.9 (17.2)                                                                   | 71.1 (21.7)                                                                   | 78.2 (25.7)                                                                   | 81.2 (27.3)                                                                   | 80.9 (27.2)                                                                   | 75.1 (23.9)                                                                   | 64.2 (17.9)                                                                   | 53.8 (12.1)                                                                   | 46.6 (8.1)                                                                    | 63.5 (17.5)                                                                   |
| Tối thiểu trung bình ngày °F (°C)                                             | 33.4 (0.8)                                                                    | 36.9 (2.7)                                                                    | 43.7 (6.5)                                                                    | 49.9 (9.9)                                                                    | 59.5 (15.3)                                                                   | 67.5 (19.7)                                                                   | 70.6 (21.4)                                                                   | 69.9 (21.1)                                                                   | 63.4 (17.4)                                                                   | 51.2 (10.7)                                                                   | 42.0 (5.6)                                                                    | 36.0 (2.2)                                                                    | 52.0 (11.1)                                                                   |
| Trung bình tối thiểu °F (°C)                                                  | 14.2 (−9.9)                                                                   | 18.2 (−7.7)                                                                   | 23.8 (−4.6)                                                                   | 32.4 (0.2)                                                                    | 42.8 (6.0)                                                                    | 55.5 (13.1)                                                                   | 62.0 (16.7)                                                                   | 60.2 (15.7)                                                                   | 48.2 (9.0)                                                                    | 32.8 (0.4)                                                                    | 23.2 (−4.9)                                                                   | 19.1 (−7.2)                                                                   | 11.9 (−11.2)                                                                  |
| Thấp kỉ lục °F (°C)                                                           | −11 (−24)                                                                     | 1 (−17)                                                                       | 6 (−14)                                                                       | 20 (−7)                                                                       | 30 (−1)                                                                       | 38 (3)                                                                        | 49 (9)                                                                        | 46 (8)                                                                        | 33 (1)                                                                        | 21 (−6)                                                                       | 9 (−13)                                                                       | −3 (−19)                                                                      | −11 (−24)                                                                     |
| Lượng Giáng thủy trung bình inches (mm)                                       | 5.26 (134)                                                                    | 4.94 (125)                                                                    | 5.56 (141)                                                                    | 5.94 (151)                                                                    | 5.39 (137)                                                                    | 4.72 (120)                                                                    | 5.35 (136)                                                                    | 3.49 (89)                                                                     | 3.36 (85)                                                                     | 3.82 (97)                                                                     | 4.61 (117)                                                                    | 6.01 (153)                                                                    | 58.45 (1.485)                                                                 |
| Lượng tuyết rơi trung bình inches (cm)                                        | 0.3 (0.76)                                                                    | 0.0 (0.0)                                                                     | 0.2 (0.51)                                                                    | 0.0 (0.0)                                                                     | 0.0 (0.0)                                                                     | 0.0 (0.0)                                                                     | 0.0 (0.0)                                                                     | 0.0 (0.0)                                                                     | 0.0 (0.0)                                                                     | 0.0 (0.0)                                                                     | 0.0 (0.0)                                                                     | 0.0 (0.0)                                                                     | 0.5 (1.27)                                                                    |
| Số ngày giáng thủy trung bình (≥ 0.01 in)                                     | 10.3                                                                          | 7.8                                                                           | 8.8                                                                           | 6.6                                                                           | 7.4                                                                           | 8.9                                                                           | 8.6                                                                           | 7.0                                                                           | 5.2                                                                           | 5.7                                                                           | 7.7                                                                           | 8.9                                                                           | 92.9                                                                          |
| Số ngày tuyết rơi trung bình (≥ 0.1 in)                                       | 0.2                                                                           | 0.0                                                                           | 0.0                                                                           | 0.0                                                                           | 0.0                                                                           | 0.0                                                                           | 0.0                                                                           | 0.0                                                                           | 0.0                                                                           | 0.0                                                                           | 0.0                                                                           | 0.0                                                                           | 0.2                                                                           |
| Nguồn 1: NOAA                                                                 |                                                                               |                                                                               |                                                                               |                                                                               |                                                                               |                                                                               |                                                                               |                                                                               |                                                                               |                                                                               |                                                                               |                                                                               |                                                                               |
| Nguồn 2: National Weather Service                                             |                                                                               |                                                                               |                                                                               |                                                                               |                                                                               |                                                                               |                                                                               |                                                                               |                                                                               |                                                                               |                                                                               |                                                                               |                                                                               |